# Jung Sung-ryong
Jung Sung-ryong (koreański: 정성룡; ur. 4 stycznia 1985) – koreański piłkarz występujący na pozycji bramkarza, grający obecnie w Seongnam Ilhwa Chunma w K-League.